# Atropine

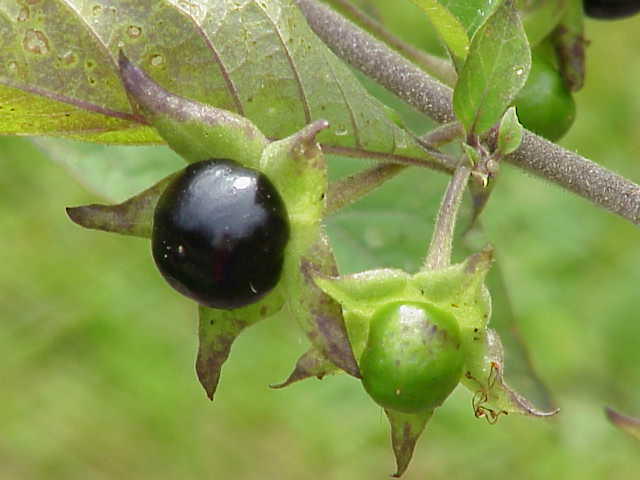
Atropa belladonna

Figuur 1: Acetylcholine

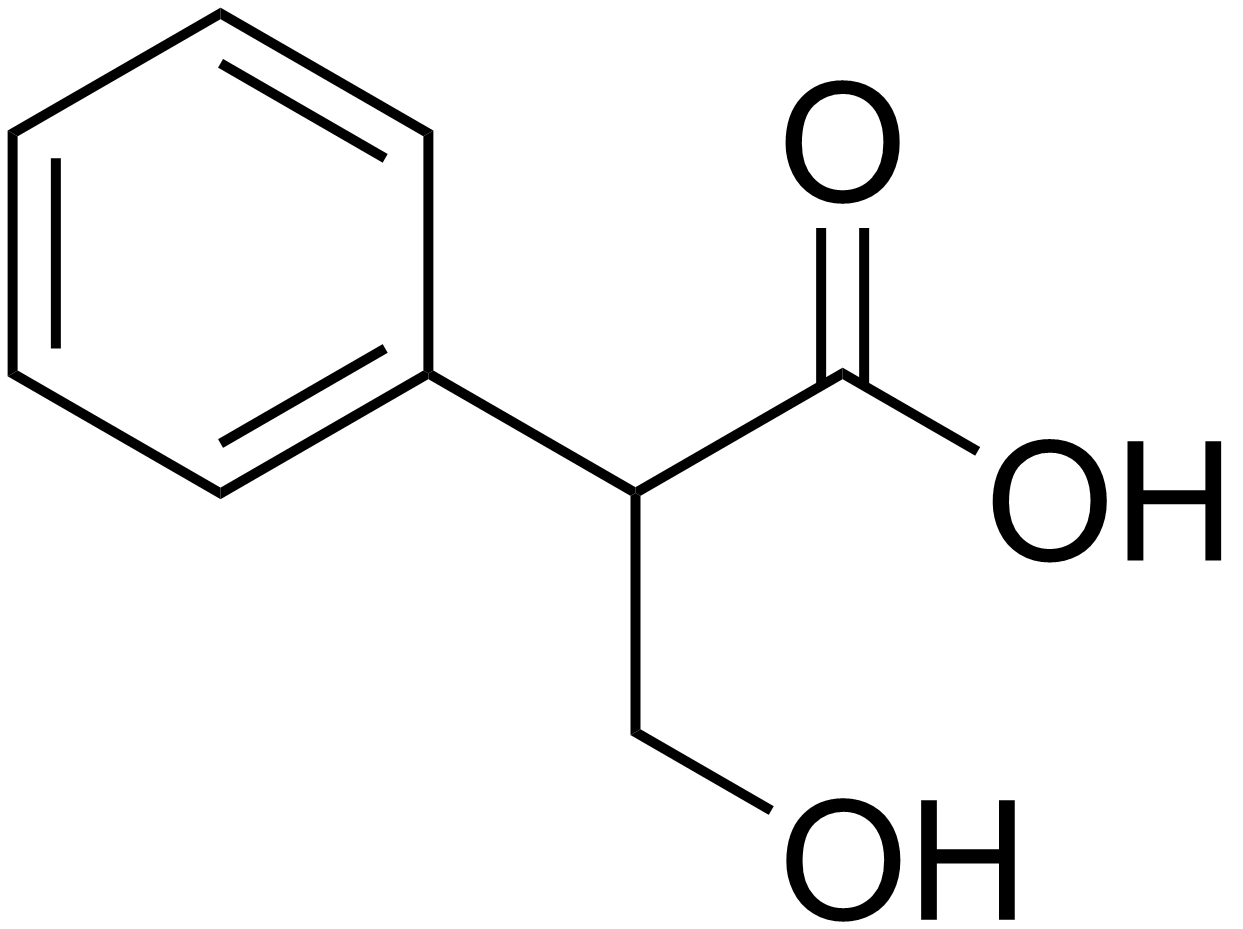
Figuur 2: Tropinezuur

Figuur 3: Tropine

Figuur 4: Noratropine

Figuur 5: Atropine-N-oxide

Atropine is een alkaloïde en wordt door extractie verkregen uit wolfskers (Atropa belladonna). De bessen hiervan zijn erg giftig; een enkele bes kan soms voldoende zijn om een kind te doden.
Van oudsher is atropine gebruikt in de geneeskunde. Ook in de moderne geneeskunde wordt het toegepast, met name bij hartritmestoornissen waarbij het hart te langzaam klopt en in noodsituaties zoals bij reanimaties. De gebruikte dosering is hierbij – afhankelijk van de indicatie – fracties van een milligram tot maximaal 4 milligram als antidotum. In deze gevallen kan atropine zowel intraveneus als intramusculair toegediend worden, waarbij de intraveneuze toedieningsvorm binnen enkele seconden tot minuten zijn maximale effect al bereikt, in tegenstelling tot intramusculaire toediening. Over het gebruik binnen een reanimatiesetting zijn de meningen verdeeld over dosering; intermitterend of de maximale dosering in één keer. Bij oogonderzoek wordt atropine in lage dosis  gebruikt als oogdruppel om de pupil te vergroten.
De stof is opgenomen in de lijst van essentiele geneesmiddelen van de WHO.

## Geschiedenis
Atropine dankt haar naam aan de oudste van de schikgodinnen in de Griekse mythologie: Atropos. Zij beëindigde de levens van stervelingen door de “levensdraad” door te knippen.
Het is afkomstig uit extracten van planten uit de familie Solanaceae. Een van deze planten is de dodelijke wolfskers, ook wel belladonna genoemd. Deze naam heeft zij gekregen omdat het sap van haar bessen in de Renaissance werd gebruikt als oogdruppels om de pupillen te vergroten. Cleopatra gebruikte extracten van de Egyptische henbana om hetzelfde effect te verkrijgen.
De vergrote pupillen worden verkregen doordat atropine het samentrekken van de circulaire pupilspier tegengaat. Deze spier wordt normaal gestimuleerd door acetylcholine (Figuur 1). De radiale pupilspier kan hierdoor samentrekken waardoor de pupil uitzet.
In de vierde eeuw voor Christus werd de wolfskers al gebruikt als behandeling tegen wonden en als slaapmiddel. In de eerste eeuw na Christus werd de wijn van wolfskers gebruikt als een anestheticum, vaak in combinatie met opium. Ook nu nog heeft atropine een farmaceutische toepassing: onder meer als tegengif tegen het uiterst gevaarlijke zenuwgas VX.

## Structuur
Het alkaloïde atropine bestaat uit twee delen die met een esterbinding verbonden zijn. Aan de ene kant een 3-hydroxy-2-fenylpropanoaat en aan de andere kant een tropine. Dit is een combinatie van een pyrrolidine- en een piperidinestructuur met een gemeenschappelijk stikstofatoom. 
Atropine is het racemisch mengsel van het onwerkzame D-hyoscyamine en het actieve L-hyoscyamine.
Atropine zelf is slecht oplosbaar in water met een pKa van 9,8. Medisch is het beschikbaar als oplossing in een citraatbuffer of als atropinesulfaat dat erg goed oplosbaar is.
Na hydrolyse van atropine ontstaat tropinezuur (Figuur 2) en tropine (Figuur 3). Tropinezuur is goed oplosbaar in water (20 g/L (20 °C)). Tropine is ook goed oplosbaar in water. Na hydrolyse van atropine kan dit niet meer als antagonist voor acetylcholine dienen.

## Synthese
Richard Willstätter was de eerste die in 1901 atropine synthetiseerde. Allereerst werd tropinon geproduceerd, een lang proces waarbij de opbrengst ongeveer 1 % was. Het tropinon was eenvoudig te reduceren tot tropine. Met behulp van een Fischer-verestering werd atropine verkregen. Atropine wordt nog steeds via esterificatie verkregen, maar meestal wordt het verkregen door een extractie van Solanaceaplanten zoals beschreven door Parfitt in 1999. Hierbij wordt een mengsel van D- en L-hyoscyamine verkregen. Beide kunnen aan muscarinerge receptoren binden. Het farmaceutische effect wordt echter voornamelijk toegeschreven aan L-hyoscyamine.

## Mechanisme
Atropine is een inhibitor van de neurotransmitter acetylcholine (Figuur 1). Atropine verhindert de werking van acetylcholine door te binden aan de acetylcholinereceptor, die zich bevindt op neuroeffector knooppunten op glad spierweefsel, de hartspier, kliercellen, perifere ganglia en in het centraal zenuwstelsel. Door de binding van atropine aan deze muscarinereceptoren wordt de signaaloverdracht in deze neuroeffector knooppunten verhinderd. Acetylcholine bindt ook aan de nicotinereceptor; atropine bindt echter nauwelijks aan deze receptor.
De verschillende organen waar de neuroeffector knooppunten van het parasympathische zenuwstelsel zich bevinden verschillen in gevoeligheid voor atropine. Hierdoor hebben verschillende doseringen uiteenlopende effecten, zoals verwijding van de pupillen en een verhoogde hartslag.
Atropine is een zogenaamde competitieve inhibitor van de acetylcholinereceptor, dit houdt in dat het samen met acetylcholine en eventuele andere stoffen die aan de receptor kunnen binden, competeert voor dezelfde bindingsplaats aan de acetylcholinereceptor. Omdat de inhibitie competitief is kan deze worden opgeheven door de concentratie acetylcholine te verhogen.
De werking van atropine als tegengif voor vergiftiging met organofosfatische anticholinesterases, zoals parathion, berust op hetzelfde werkingsmechanisme. Het zorgt ervoor dat de overstimulatie, veroorzaakt door de overmaat aan acetylcholine, wordt verminderd door de binding van acetylcholine aan de receptor te inhiberen.

## Metabolisme
Atropine wordt snel over het lichaam verdeeld nadat het intraveneus is toegediend (maximale concentratie na 8-10 min.), bij intramusculaire toediening wordt de maximale concentratie later pas bereikt (na 15-50 min.). Het schijnbare verdelingsvolume van atropine is erg groot, wat aangeeft dat het wordt gedistribueerd over verschillende weefsels.
De halveringstijd van atropine bedraagt ongeveer 4 uur. De klaring van atropine is erg verschillend per individu en varieert van 237 tot 1399 ml/min.
Het metabolisme in de lever is verantwoordelijk voor eliminatie van ongeveer de helft van de dosis, de rest wordt onveranderd in de urine uitgescheiden. In de urine van gezonde mensen zijn na toediening van atropine verschillende metabolieten gevonden. Een dosering atropine wordt als volgt in de urine terug gevonden: noratropine (24%) (Figuur 4), atropine-N-oxide (Figuur 5), een equatoriale isomeer van atropine (15%), tropinezuur (3%) (Figuur 2), tropine (2%) (Figuur 3) en onveranderd atropine (~50%). Deze metabolieten worden gevormd met behulp van microsomale mono-oxygenase enzymen Organofosfatische anticholinesterases hebben een inhiberende werking op deze enzymen, waardoor mensen met een vergiftiging met een dergelijke stof alleen atropine in de urine uitscheiden. [d] Bij experimenten met 14C-gelabeld atropine is aangetoond dat atropine gedemethyleerd wordt, doordat gelabeld koolstofdioxide in de adem werd aangetroffen na een labeling van de methylgroep. De uitscheiding van atropine via de ontlasting is verwaarloosbaar.

## Indicaties
Atropine wordt toegediend:
- Als premedicatie voor anesthesie om speeksel- en bronchiale secretie en vagusstimulatie te verminderen.
- Bij sinusbradycardie in acute fase van een hartinfarct.
- Bij coronaire aandoeningen.
- Bij het prikkelbaredarmsyndroom.
- Bij iridocyclitis, een ontsteking van de uvea van het oog.
- Als mydriaticum (pupilverwijder) en cycloplegicum voor diagnostische doeleinden, voornamelijk bij refractiebepalingen.
- Als tegengif bij vergiftiging met anticholinesterases.[13]
- Als symptomatische behandeling van speekselvloed (zoals bij rabiës).

## Effecten atropine
Atropine is een competitieve antagonist van het acetylcholine t.h.v. muscarinereceptoren en centrale cholinerge synapsen. Als gevolg hiervan daalt de parasympathische activiteit in het lichaam. Dit veroorzaakt verschillende effecten in het lichaam, waaronder een verhoging van de hartslag en de inhibitie van de speeksel, zweet en mucusklieren. Het klinische gebruik van atropine kan zowel aanleiding geven tot bijwerkingen als toxische reacties. De dosis waarop toxische effecten optreden is niet vaststaand, en verschilt dus per persoon. Een fatale dosis van 1,6 mg is gerapporteerd in een tweejarige peuter. Daarentegen is een volwassen patiënt na inname van 1000 mg atropine hersteld.
Bijwerkingen die worden gemeld bij de klinische toepassing van atropine omvatten:
- Droge mond.
- Verminderde zweetsecretie.
- Verminderde bronchiaalsecretie.
- Verhoogde intraoculaire druk, pupilverwijding en accommodatieverlies van het oog.
- Tachycardie, palpitaties, atriale en ventriculaire ritmestoornissen.
- Duizeligheid, hoofdpijn, zwakheid, blozen.
- Misselijkheid, braken, opgeblazen gevoel en een verlies van smaak.
- Mysurie, acute urineretentie en obstipatie.
- Nervositeit, slaperigheid, slapeloosheid.
- Mentale verwardheid, desoriëntatie, hallucinaties en opwinding (vooral bij ouderen).[13]

Vooral bij oogdruppels worden de systemische bijwerkingen onderschat. De gangbare sterkte van 1% atropine betekent 0,5 mg per druppel. Als zo'n druppel in de algehele circulatie komt treedt er gauw al een intoxicatie op.
Doordat patiënten niet allemaal even gevoelig zijn voor de werking van atropine kunnen bij verschillende doseringen toxische effecten optreden. De klinische symptomen van atropine toxiciteit correleren over het algemeen niet met de dosering. De toxische effecten van atropine kunnen zowel lokaal als systemisch zijn. Lokale toxische reacties op atropine zijn wat betreft de symptomen moeilijk te onderscheiden van lokale overgevoeligheidsreacties. De systemische toxiciteit wordt gekenmerkt door tachycardie, tachypnea, verhoogde lichaamstemperatuur en stimulatie van het centrale zenuwstelsel (rusteloosheid, verwarring, psychotische verschijnselen, delirium en in sommige gevallen toevallen). Tevens kan een uitslag ontstaan in het gezicht of op het bovenlijf. Bij ernstige intoxicatie kan het centrale zenuwstelsel gedeprimeerd raken, kan een coma ontstaan met daarnaast het falen van de circulatie en respiratie en dit kan uiteindelijk resulteren in de dood. Patiënten met het syndroom van Down zijn extra gevoelig voor de toxische effecten van atropine.
Overgevoeligheidsreacties als gevolg van atropine treden zelden op. Er is slechts één casus bekend waarin een patiënte een anafylactische shock kreeg na de intraveneuze toediening van atropine. Een vaker voorkomende lokale overgevoeligheidsreactie treedt op na het toedienen van atropine bevattende oogdruppels. De klinische symptomen van deze overgevoeligheidsreactie zijn: dermatitis over de oogleden, roodheid, jeuk en lokale zwelling.
De effecten van atropine kunnen worden tegengegaan door physostigmine of pilocarpine.